# Hadrogryllacris leptophya
Hadrogryllacris leptophya är en insektsart som först beskrevs av Heinrich Hugo Karny 1929.  Hadrogryllacris leptophya ingår i släktet Hadrogryllacris och familjen Gryllacrididae. Inga underarter finns listade i Catalogue of Life.